# Акмедия
Акмедия (каз. Ақмедия) — упразднённое село в Джангельдинском районе Костанайской области Казахстана. Входило в состав Акшиганакского сельского округа. Код КАТО — 394237105. Ликвидировано в 2009 году.

## Население
В 1999 году население села составляло 122 человека (63 мужчины и 59 женщин). По данным переписи 2009 года, в селе проживало 20 человек (11 мужчин и 9 женщин).